# Tirópita
La tirópita ou tyropita (grec moderne : τυρóπιτα, littéralement : « tarte au fromage ») dans la cuisine grecque est un friand au fromage.

## Généralités
Il s'agit d'une préparation faite de plusieurs couches de pâte phyllo, badigeonnées de beurre ou d'huile d'olive, et fourrée d'un mélange de fromage et d'œuf.
Il existe une variante appelée skopelos, un friand au fromage, dans lequel de longues bandes de pâte phyllo farcies au fromage forment une spirale qui sera ensuite frite.
La tirópita est présentée en tourte (grec moderne : ταψί - taˈpsi) et elle est coupée en portions individuelles après avoir été cuite. Les parts individuelles sont également vendues en boulangerie dans toute la Grèce ; il s'agit d'un mets populaire pour le déjeuner ou en restauration à emporter. L'alternative à la tirópita est la spanakopita, un friand aux épinards ou la bougatsa.
En Grèce, on peut trouver de nombreuses variétés de tirópita :
- kourou : à pâte épaisse ;
- sfoliata : à pâte feuilletée ;
- horiatiki : dans une grande tourte (tapsi) ;
- tyropitakia : petite tirópita ;
- skopelitiki : en forme de spirale.

## Ingrédients
La garniture classique de la tirópita est faite de fromage feta, œuf, beurre et yaourt. Tandis que la kasseropita contient du kasseri (à la place de la feta) mais, contrairement à la tirópita, ne contient pas de yaourt.